# American International University West Africa
Die American International University West Africa (AIUWA) ist eine im Januar 2011 gegründete Universität in Serekunda, Gambia. Sie bietet ein Medizinstudium an, das zum Doktor der Medizin (MD) führt. Der Lehrplan basiert auf dem System der amerikanischen Medizinschulen. Die Universität ist offen für Studenten aus Afrika. Das AIU Health Science Center besteht aus 5 Colleges: College of Medicine (Medizin), College of Dentistry (Zahnmedizin), College of Pharmacy (Pharmazie), College of Nursing (Krankenpflege) und dem College of Health Professionals: MLT. Die AIUWA nimmt dreimal im Jahr Studenten auf. Im Jahr 2013 haben sich 201 Studierende aus 14 Ländern eingeschrieben. Ein neuer Campus wurde in der Kanifing Institutional Area errichtet. Der 120.000 Quadratmeter große Campus beherbergt hochmoderne Klassenzimmer, Labors, eine Bibliothek, Konferenzräume und andere Einrichtungen für Studenten. Der Bau des neuen Campus begann im April 2013 und wurde Ende 2016 abgeschlossen. Seitdem hat die Schule eine große Anzahl von Krankenpflegern ausgebildet, die in verschiedenen Teilen des Landes im Gesundheitssektor tätig sind. Die meisten Absolventen haben das Land verlassen, um sich weiterzubilden (z. B. einen Master-Abschluss) oder bei internationalen Organisationen wie der WHO zu arbeiten, obwohl eine große Anzahl der Studenten der Universität internationale Studenten sind. Die Schule ist von der National Accreditation and Quality Assurance Agency (NAQAA) akkreditiert, die 2015 gegründet wurde.